# アーホルン (バイエルン州)
アーホルン (ドイツ語: Ahorn) は、ドイツ連邦共和国バイエルン州のコーブルク郡（オーバーフランケン行政管区）に属する町村（以下本項では便宜上「町」と記述する）。
この町は、コーブルクの南に位置する。名前は、この地域に古くから自生しているカエデの木（Ahornbäumen)に由来する。紋章は、カエデの葉と、この町の象徴的建造物であるアーホルン城がデザイン化され描かれている。カエデの葉とアーホルン城の緑色と銀色はかつてこの町が、ヴェッティン家のザクセン＝コーブルク公国に帰属していたことを示している。また、地の金色と青色は、エルファ男爵家を象徴している。

## 地理
アーホルンはオーバーフランケン西部、連邦道路B303号コーブルク - シュヴァインフルト線沿いに位置する。

### 自治体の構成
この町は、公式には11の地区 (Ort) からなる。このうち小集落や孤立農場などを除く集落を以下に列記する。
- アーホルン
- アイヒャ
- フィンケナウ
- シャーフホーフ
- ショルケンドルフ
- トリープスドルフ
- ヴィッツマンスベルク
- ヴォールバッハ

## 歴史
アーホルンは、1074年から1075年に、アホルニー城の森の開墾農場として開かれた。その発展は、ドイツ農民戦争後の1555年に古い城跡にヨアヒム・フォン・ローゼナウによって建設されたルネサンス建築のアーホルン城と密に関係している。この城は、1621年、シュトライトベルクの君主の所有であった時代に、現在の外観が整えられた。何世紀もの間に所有者はたびたび替わり、シャウムベルク、エルムロイト、エシェンバッハ、ヘンドリク、バウムバッハといった領主が所有し、最終的に現在もこの城に住んでいるエフタ男爵のものとなった。
アーホルンはザクセン＝コーブルク公爵のアムト・アーホルンに属していた。コーブルク州となり、住民投票の後、1920年7月1日にバイエルン州に帰属した。

### 人口推移
この地域の人口は、1970年には3,096人だったが、1987年に4,262人、2000年に4,592人、2003年12月31日には4,589人と増加していたが、2005年6月30日現在4,552とやや減少した。

## 行政
首長はヴォルフガング・ドゥルツ (SPD / Freie Wähler)。
1999年の市町村税収入は、換算で2,046,000ユーロ。営業税は、125,000ユーロであった。

## 友好都市
- イルトニング（オーストリア、シュタイアーマルク州）1975年
- アイスフェルト（ドイツ語版）（ドイツ、テューリンゲン州）1990年

## 経済と社会基盤

### 農業と林業
1999年現在、37の農業経営企業があり、その総耕作面積は949ha、このうち722haが農作物の耕地、227haが牧草地である。

## 見所

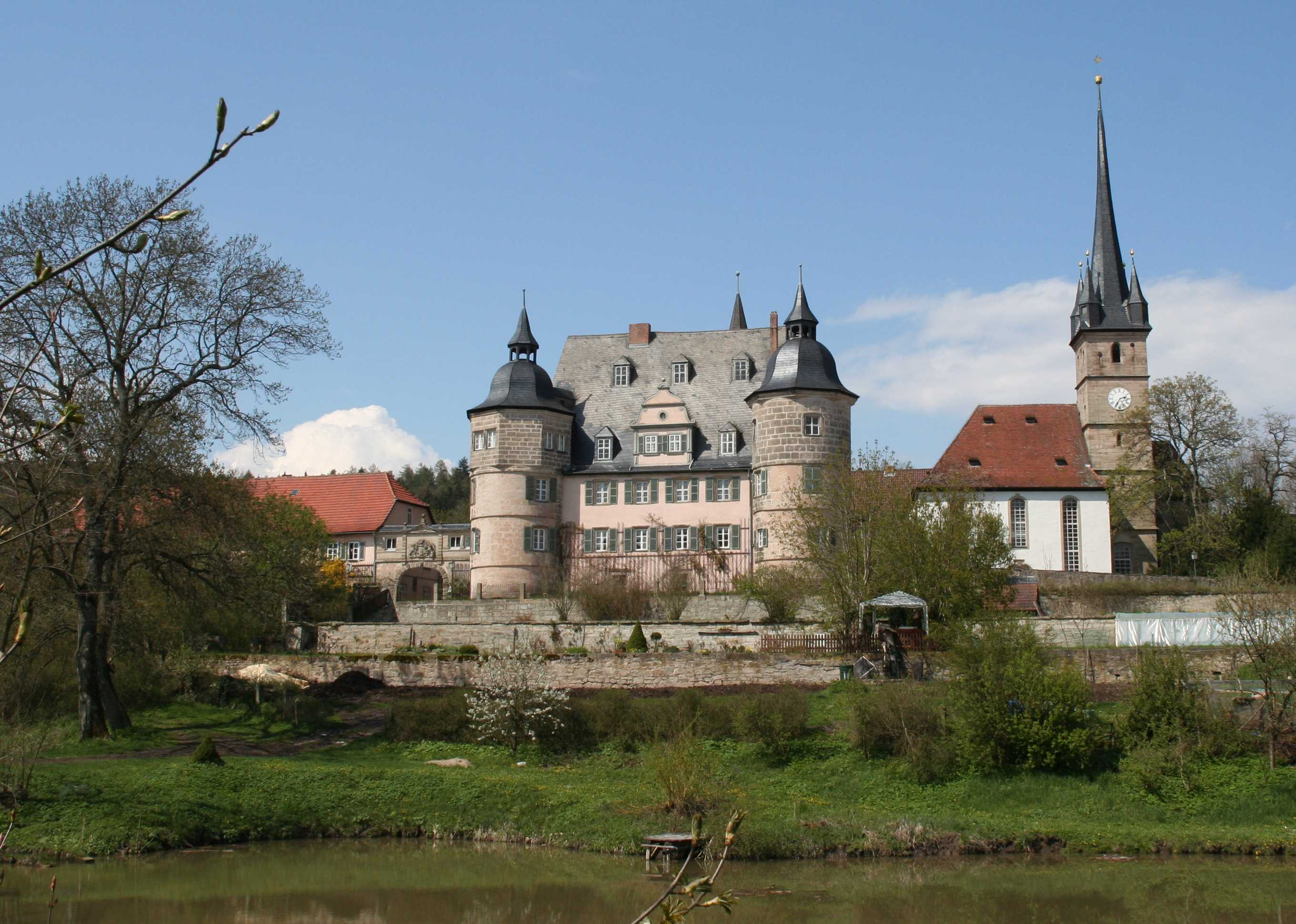
アーホルン城

### 建築物

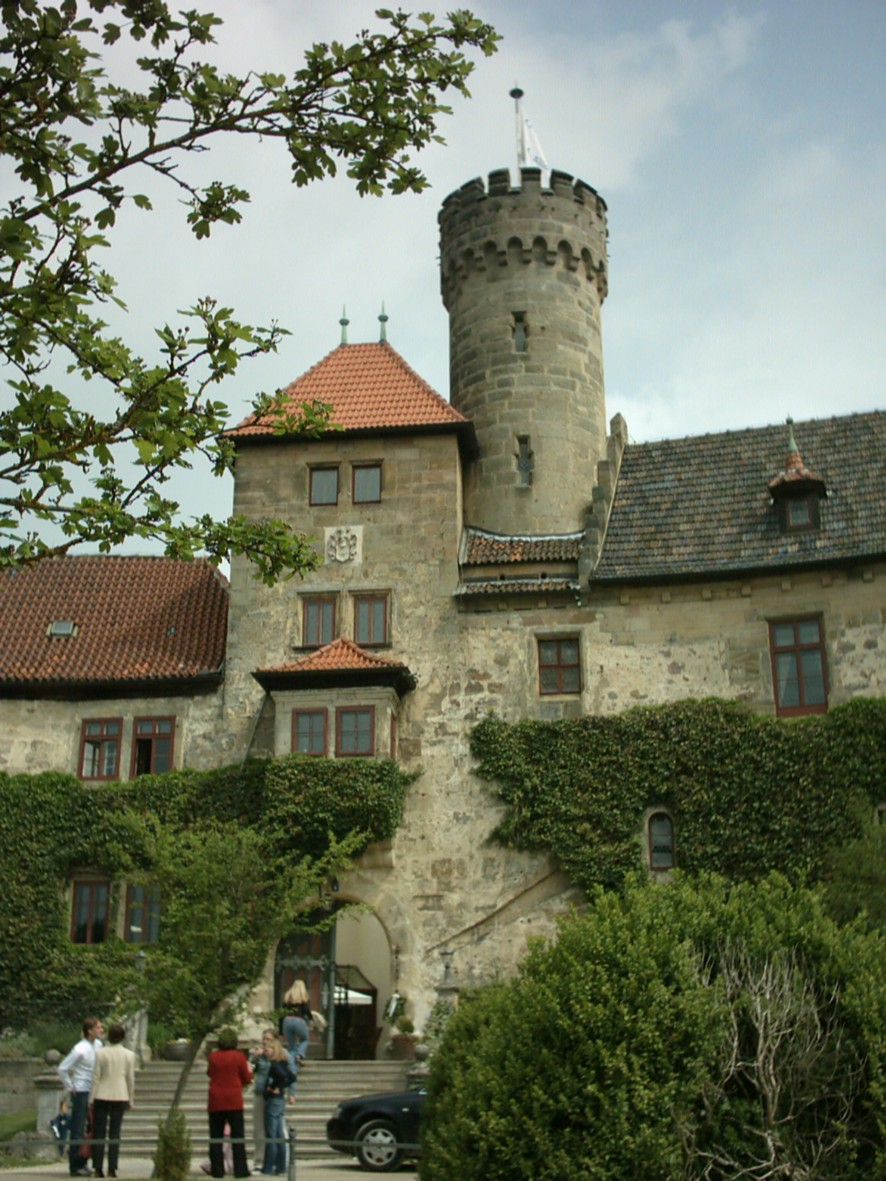
ホーエンシュタイン城

- 円形の角櫓をもつルネサンス様式のアーホルン城。中庭には八角形の階段塔がある。この塔には螺旋階段があるのだが、その段はふつうの柱に固定されているものではなく、心棒から切り出された石が段になっている。この建築は、世界の九不思議に数えられている。この城は現在、所有者の私邸であり、見学はできない。
- 城と接続して建設されている城内教会は、ゴシック様式の城内礼拝堂である。内部には、シュトライトベルクの君主の見事な墓碑がある。
- ホーエンシュタイン地区のホーエンシュタイン城（de:Schloss Hohenstein参照）。

### 博物館
- コーブルク地方の道具博物館は、かつてアーホルン城の羊飼いの道具置き場であった場所で、ザクセン＝コーブルク＝ゴータ公国の農民の手作りのあるいは初期工業製品の道具を展示している。また、ここ150年間の農具も展示されている。

## 文化活動
- アーホルン・スポーツサークル1910

## 引用
1. ↑  https://www.statistikdaten.bayern.de/genesis/online?operation=result&code=12411-003r&leerzeilen=false&language=de Genesis-Online-Datenbank des Bayerischen Landesamtes für Statistik Tabelle 12411-003r Fortschreibung des Bevölkerungsstandes: Gemeinden, Stichtag (Einwohnerzahlen auf Grundlage des Zensus 2011)
2. ↑  Bayerische Landesbibliothek Online